# Acianthera scabripes
Acianthera scabripes é uma espécie de orquídea.